# Kevin Brady
Kevin Patrick Brady, född 11 april 1955 i Vermillion, South Dakota, är en amerikansk republikansk politiker. Han representerade delstaten Texas åttonde distrikt i USA:s representanthus 1997–2023.
Fadern William Brady, en jurist, sköts 1967 ihjäl i en rättssal i Rapid City. Kevin Brady utexaminerades 1990 från University of South Dakota.
Kongressledamot Jack Fields kandiderade inte till omval i kongressvalet 1996. Brady vann valet och efterträdde Fields i representanthuset i januari 1997.
Som kongressledamot förespråkade Brady frihandel och ville ersätta inkomstskatten med en federal mervärdesskatt.
Brady kandiderade inte till omval i mellanårsvalet i USA 2022 och han efterträddes av partikamraten Morgan Luttrell i januari 2023.